# Szodó
Szodó (szlovákul: Svodov) Zselíz városrésze, egykor önálló község  Szlovákiában, a Nyitrai kerület Lévai járásában.

## Fekvése
Lévától 21 km-re délre, Zselíz központjától 4 km-re északra, a Garam jobb partján fekszik.

## Története
A települést és plébániáját 1156-ban említik először. 1257-ben az esztergomi érsekség vásárolta meg. 1312-ben Csák Máté elfoglalta és pártján álló sárosi nemeseknek adta. 1534-ben a Both család birtokolta. A 18. században a lévai uradalom része, a 19. században a zselizi uradalomhoz tartozott. 1534-ben 12 portája adózott. 1601-ben 28 háza állt. 1720-ban 23 volt az adózók száma. 1828-ban 63 házában 422 lakos élt, akik főként mezőgazdasággal, állattartással foglalkoztak. A település mezőgazdasági jellegét később is megtartotta.
Vályi András szerint „SZODO. Magyar falu Bars Várm. földes Urai H. Eszterházy, és több Urak, lakosai külömbfélék, fekszik Nagy Sarónak szomszédságában, mellynek filiája; határja jó, vagyonnyai külömbfélék, piatzok Esztergomban, és másutt is.”
Fényes Elek szerint „Szódó, magyar falu, Bars vmegyében, a Garan jobb partján Zselizhez 1/2 mfd. 130 kath., 40 evang., 240 ref. lak. Buzatermő határát az árviz járja. Marha- és juhtenyésztése nevezetes. F. u. gr. Eszterházy Jánosné sat.”
Bars vármegye monográfiája szerint „Szódó, a Garamvölgy alsó részében fekvő magyar kisközség, 423 nagyobbára református vallású lakossal. Hajdan érseki birtok. Ez is egyike ama barsi községeknek, melyeket Csák Máté 1311-ben feldúlatott. Egy darabig a lévai uradalomhoz tartozott és ekkor kapta az Eszterházy család, mely még a mult század elején is bírta. Nagy-Sár nevű dűlőjét „Hurka-vár”-nak is nevezik és itt állítólag hajdan valami erődítvény volt. A mult század elején az Eszterházyaknak itt nevezetes juh- és marhatenyésztésük volt. 1863-ban a községnek nagy része tűz által pusztult el. A községben egy újabb csinos urilak van, melyet Berinkey Antal építtetett és most örökösei bírják. Református temploma 1786-ban épült. Ide tartoznak Füzék és Koplaló puszták is. Postája Nagysáró, távirója és vasúti állomása Zseliz.”
1920-ig Bars vármegye Lévai járásához tartozott. 1938 és 1945 között újra magyar fennhatóság alá került.
1976-ban csatolták Zselizhez.

## Népessége
1910-ben 444 lakosából 441 magyar és 2 szlovák anyanyelvű volt.

## Nevezetességek
- Református temploma 1786-ban épült. Faharanglábja volt, melyben a harangok 1790-ből származtak.[5]
- Római katolikus templom
- Erdőssy Béla festő 1918 előtt gyakran töltötte a faluban a nyarakat.